# Clarence Seedorf
Clarence Clyde Seedorf (Paramaribo, Suriname, 1976. április 1. –) surinamei származású holland labdarúgó, rekordtartó, ugyanis csakis ő nyert UEFA-bajnokok ligáját három különböző csapattal: Ajax (1995), Real Madrid (1998), és AC Milan (2003, 2007).
Seedorf Surinamban született, de mindössze kétéves koráig élt szülőhazájában, mert szülei Hollandiába költöztek. (Érdekesség, hogy Seedorf világhírű labdarúgóként sem tagadta meg gyökereit és gyakran visszatért szülőföldjére, ahol még stadiont is neveztek el róla.) Hollandiában egy kis faluban, Almerében laktak, az apja profi focistának nevelte őt és két testvérét is.

## Klubcsapatokban
A ifjú Seedorf afféle csodagyereknek számított, mert már 16 évesen az Ajaxban játszott a felnőttek között, 12 bajnoki és 3 UEFA-kupa-meccsen szerepelt. Az amszterdami csapatban sok sikert ért el. Ezek közül is a legnagyobb az 1995-ös Bajnokok Ligája győzelem, ahol éppen későbbi csapatát, a Milant fektették két vállra.
Ezután a siker után Seedorf, több csapattársához hasonlóan külföldre szerződött és pályafutását az akkoriban fénykorát élő Sampdoriában folytatta. Az olasz kikötővárosban egy szezont húzott le, de a klub anyagi helyzetének romlása miatt eligazolt a Real Madridba.
A Real Madriddal bajnok, Világkupa-, és BL-győztes lett. A királyi gárdától négy szezon után távoznia kellett, mert vitába keveredett Sanz elnökkel. Seedorf visszatért Olaszországba, az Inter csapatához, de a pályafutása során első alkalommal itt elmaradtak a sikerek.
A 2002/2003-as szezon előtt jött el a váltás ideje és Seedorf átköltözött Milánó másik csapatához, az AC Milanhoz. A váltás jó döntésnek bizonyult, mert Carlo Ancelotti csapatában ismét megtalálta a helyét. Jól játszott és a sikerek sem maradtak el. Rögtön az első szezonjában megnyerte az Olasz Kupát és a Bajnokok Ligáját. Ezzel az elsőséggel Seedorf elérte azt, ami még előtte senkinek sem sikerült: három különböző csapattal nyerte meg a Bajnokok Ligáját. Seedorf a következő szezonban sem lassított, és csapatával toronymagasan megnyerték az olasz bajnokságot.
A holland középpályás a Milan egyik kulcsembere lett

## Válogatottság
Seedorf 18 éves korában mutatkozhatott be a nemzeti tizenegyben, Luxemburg ellen, s ott volt az 1996-os Eb-n is, ahol kihagyott egy sorsdöntő 11-est a franciák ellen, amivel a hollandok kiestek.
Abban évben mikor a Milanhoz igazolt, a válogatottal is nagy sikert ért el, hiszen az Európa-bajnokságon megszerezték a harmadik helyet.
A 2008-as Eb-t viszont saját megfontolásból kihagyta, mert elmondása szerint nem jön ki a szövetségi kapitánnyal, Marco van Bastennel.
A következőt mondták róla:
Seedorf fantasztikus labdarúgó, olyan játékosok hiányoztak a csapatomból, mint ő, akinek óriási a tapasztalata Sir Alex Ferguson 2007-ben a 3:0 elvesztett BL-elődöntő után.
Seedorf egy rendkívül kreatív, és intelligens játékos, az eredményei önmagáért beszélnek. Carlo Ancelotti 2008-ban
Egyébként Seedorf nem csak a pályán száguld: egykori csapattársával, Roberto Carlosszal együtt tulajdonosa a RC3 125 köbcentiméteres Hondával versenyző gyorsasági motoros istállónak.

## Edzőként
2014. január 16-án az AC Milan új vezetőedzője lett, Massimiliano Allegri utódjaként.